# Léon de Locht-Labye

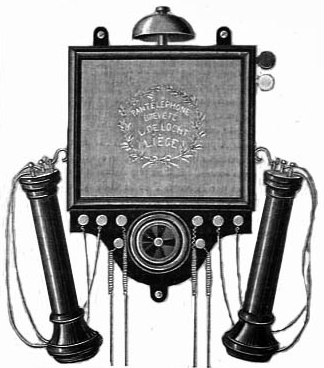

Léon de Locht-Labye (Schaarbeek, 1847 - ?) was een Belgisch ingenieur en uitvinder van de pantelefoon.
Hij was professor aan de universiteit van Luik in de afdeling toegepaste mechanica en industriële fysica. Hij vond de pantelefoon uit waar hij eind 1879 het patent voor vroeg. Dit toestel is een soort telefoon waarbij slechts één draad nodig is.
Het was een concurrent voor Bells telefoon en hij was een petitie gestart om de Belgische overheid te overtuigen hem een lokaal telefoonnetwerk te laten opzetten te Luik dat goedkoper zou zijn dan het toen in voege zijnde systeem.
- International Standard Name Identifier: 0000 0003 9488 1859
- Library of Congress Control Number: n89619336
- Nederlandse Thesaurus van Auteursnamen: 142860956
- Système universitaire de documentation: 200417010
- Virtual International Authority File: 289499445
- WorldCat: E39PBJmDmFCT7fpPPQmgBk9xDq